# Agrostis dregeana
Agrostis dregeana é uma espécie de gramínea do gênero Agrostis, pertencente à família Poaceae.